# ГКПП Батровци-Баяково
ГКПП Батровци-Баяково е граничен контролно-пропускателен пункт между Сърбия и Хърватия.
Разположен е на края на хърватската магистрала А3 и на началото на сръбската М1, както и на европейския път Е70.
Сръбският ГКПП е наименуван на граничното село Батровци, а за името на хърватския ГКПП не се знае откъде произхожда (името на граничното село е Липовац).